# Ла-Матанса-де-Асентехо
Ла-Матанса-де-Асентехо (ісп. La Matanza de Acentejo) — муніципалітет в Іспанії, у складі автономної спільноти Канарські острови, у провінції Санта-Крус-де-Тенерифе, на острові Тенерифе. Населення — 8471 особа (2010).
Муніципалітет розташований на відстані близько 1770 км на південний захід від Мадрида, 19 км на захід від Санта-Крус-де-Тенерифе.
На території муніципалітету розташовані такі населені пункти: (дані про населення за 2010 рік)
- Ла-Матанса-де-Асентехо: 5145 осіб
- Гіа: 843 особи
- Лас-Бреньяс: 601 особа
- Ель-Калетон: 84 особи
- Асентехо: 293 особи
- Сан-Антоніо: 975 осіб
- Сан-Крістобаль: 530 осіб

## Демографія
Динаміка населення (INE ):

## Галерея зображень

Розташування муніципалітету на острові Тенерифе